# Since I Left You
Since I Left You är den australiska musikgruppen The Avalanches debutalbum, utgivet i Australien på Modular Recordings 27 november 2000.
Albumet, som bygger på samplingar från gamla vinylskivor, blev gruppens stora internationella genombrott och anses av många vara ett av 00-talets bästa.

## Produktion
Since I Left You skissades först fram som ett konceptalbum och är producerat så att låtarna går in i varandra för att på så vis likna ett DJ-set.

## Låtlista
1. Since I Left You
2. Stay Another Season
3. Radio
4. Two Hearts in 3/4 Time
5. Avalanche Rock
6. Flight Tonight
7. Close to You
8. Diners Only
9. A Different Feeling
10. Electricity
11. Tonight May Have to Last Me All My Life
12. Pablo's Cruise
13. Frontier Psychiatrist
14. Etoh
15. Summer Crane
16. Little Journey
17. Live at Dominoes
18. Extra Kings